# Jacques Andrieux
Pour les articles homonymes, voir Andrieux.
Jacques Andrieux (Lorient, 15 août 1917 - Saint-Georges-de-Didonne, 21 janvier 2005) est un militaire français, Compagnon de la Libération. Aviateur refusant la défaite en 1940, il s'enfuit en Angleterre et combat pendant toute la guerre dans la Royal Air Force, remportant plusieurs victoires en combat aérien. Après le conflit, il exerce diverses fonctions au profit de l'Armée de l'air puis, après sa retraite militaire, occupe des postes de direction et d'administration de sociétés civiles.

## Biographie

### Jeunesse et engagement
Jacques Andrieux naît le 15 août 1917 à Lorient dans le Morbihan d'un père médecin-militaire qui disparaîtra en Allemagne en déportation pour résistance lors de la Seconde Guerre mondiale. Après avoir obtenu son baccalauréat au collège Jésuite de Vannes, il décide de s'engager dans l'Armée de l'air en 1937.

### Seconde guerre mondiale
En 1939, lorsque débute la guerre, il est sous-officier pilote. Après l'armistice du 22 juin 1940, refusant la défaite, il cherche à fuir la Bretagne. Il y parvient le 16 décembre en appareillant à Camaret-sur-Mer à bord d'un langoustier et en débarquant à Penzance en Angleterre. Après avoir été promu sous-lieutenant et suivi l'entraînement des pilotes de la Royal Air Force, il est affecté au no 130 Squadron RAF (en) avec lequel il prend part à la bataille d'Angleterre puis à des opérations dans le ciel européen. Enchaînant les missions de protection de bombardiers, d'attaques de navires et de destruction d'infrastructures ennemies, il s'illustre également en combat aérien en abattant deux Focke-Wulf Fw 190 et un Messerschmitt Bf 109 durant l'année 1943. Cette même année, il est promu lieutenant et muté au no 91 Squadron RAF (en) avec lequel il abat à nouveau un Fw-190 et un Bf-109. Passé capitaine, il prend le 26 août 1944 le commandement du Groupe de chasse Alsace après la mort en combat aérien de son chef, Jacques-Henri Schloesing. Continuant la lutte à la tête de cette unité jusqu'à la fin des hostilités, il se distingue encore en combat aérien, totalisant pendant toute la guerre 6 victoires homologuées et 4 probables. Il a également détruit deux navires et gravement endommagé deux appareils allemands. Il termine la guerre comme instructeur à l'Operationnal Training Unit no 80 avec le grade de Wing Commander. Il totalise alors plus de 1 000 heures de vol.

### Après-guerre
Le conflit terminé, il prend le commandement du Centre d'Instruction de la Chasse sur la Base aérienne 708 Meknès où il forme les jeunes pilotes de chasse français jusqu'en 1950. Il est ensuite commandant en second de la 2e escadre de chasse à Dijon puis de la 4e brigade aérienne en Allemagne. Alors qu'il commande la 12e escadre de chasse à Cambrai, il est promu lieutenant-colonel en 1954 puis il prend la tête du poste de commandement de l'air à Batna et Nementcha de 1956 à 1957 pendant la guerre d'Algérie. De retour en France, il commande la 12e brigade aérienne avant d'être attaché au chef d'état-major de l'armée de l'air. En 1959, il étudie à l'Institut des hautes études de Défense nationale puis en 1961 au Collège de défense de l'OTAN. Nommé général de brigade aérienne en 1966, il est détaché auprès de la commission de défense de l'Assemblée Nationale en tant qu'expert militaire Air. En 1971, Jacques Andrieux est admis en 2e section des officiers généraux. Passé dans le civil, il devient successivement directeur de Garonor, secrétaire général de Vibrachoc, directeur-général de la société Rellmitt Inter et administrateur du journal L'Aurore. Il est également membre du conseil de l'Ordre national du Mérite. Jacques Andrieux meurt le 21 janvier 2005 à Saint-Georges-de-Didonne en Charente-Maritime où il est inhumé.

## Décorations
|  |  |  |
|  |  |  |
|  |  |  |

| Grand-croix de la Légion d'Honneur | Grand-croix de la Légion d'Honneur | Compagnon de la Libération                       | Compagnon de la Libération                       | Grand-croix de l'ordre national du Mérite | Grand-croix de l'ordre national du Mérite |
| Croix de Guerre 1939-1945          | Croix de Guerre 1939-1945          | Croix de la Valeur militaire                     | Croix de la Valeur militaire                     | Médaille de l'Aéronautique                | Médaille de l'Aéronautique                |
| Chevalier du Mérite agricole       | Chevalier du Mérite agricole       | Distinguished Flying Cross and Bar (Royaume-Uni) | Distinguished Flying Cross and Bar (Royaume-Uni) | Silver Star (États-Unis)                  | Silver Star (États-Unis)                  |

## Publications
- Jacques Andrieux, Le ciel et l'enfer : France libre 1940-1945, Paris, Presses de la Cité, 1965, 251 p. (ISBN 2-258-01136-1).
- Jacques Andrieux, Une poignée d'As, Presses de la Cité, 1976, 263 p. (ISBN 2-258-00154-4).

## Hommages
- Des rues portent son nom à Saint-Georges-de-Didonne[5] où il est mort, ainsi qu'à Pluguffan et Carhaix-Plouguer dans le Finistère[6].